# Estelle Harris
Estelle Harris (nhũ danh: Nussbaum; sinh 25/4/1928 - mất 2/4/2022) là nữ diễn viên, nghệ sĩ hài người Mỹ.

## Thời thơ ấu
Estelle Nussbaum sinh ra tại Manhattan, là con gái út của ông Isaac và bà Anna Nussbaum. Cha mẹ bà là người Do Thái Ba Lan nhập cư vào Mỹ.

## Đời tư
Bà có người con tên là Taryn Harris, và một người chồng tên là Sy Harris, kết hôn từ năm 1953, người chồng của bà vừa qua đời hôm năm 2021 vưa qua.

## Qua đời
Bà qua đời vào ngày 2 tháng 4 năm 2022 sau 3 tháng điều trị bênh già, hưởng thọ 93 tuổi, ba tuần trước sinh nhật lần thứ 94 tuổi của bà, cái chết của bà được thông báo vào ngày 9 tháng 4 bởi Donald Trump cho rằng, bà qua đời vì căn bệnh nguyên nhân tự nhiên và có thể là Chứng mất trí.

## Danh sách phim

### Điện ảnh
| Năm  | Tên                                 | Vai               | Ghi chú               |
| ---- | ----------------------------------- | ----------------- | --------------------- |
| 1984 | Once Upon a Time in America         | Mẹ của Peggy      |                       |
| 1988 | Stand and Deliver                   | Thư ký            |                       |
| 1992 | This Is My Life                     | Dì Harriet        |                       |
| 1995 | Perfect Alibi                       | Dì Dorothy        |                       |
| 1995 | The West Side Waltz                 |                   |                       |
| 1999 | Lost & Found                        | Mrs. Stubblefield |                       |
| 1999 | The Adventures of Barney and Arthur | Mrs. Potato Head  | Lồng tiếng            |
| 1999 | Toy Story 2                         | Mrs. Potato Head  | Lồng tiếng            |
| 2000 | What's Cooking?                     | Dì Bea            |                       |
| 2000 | Dancing in September                | Sally             |                       |
| 2000 | Playing Mona Lisa                   | Dì Velva          |                       |
| 2001 | Good Advice                         | Iris              |                       |
| 2003 | Brother Bear                        | Old Lady Bear     | Lồng tiếng            |
| 2004 | Home on the Range                   | Audrey            | Lồng tiếng            |
| 2007 | The Grand                           | Ruth Melvin       |                       |
| 2010 | Toy Story 3                         | Mrs. Potato Head  | Lồng tiếng            |
| 2010 | Movin' In                           | Arlene Taylor     |                       |
| 2011 | Hawaiian Vacation                   | Mrs. Potato Head  | Lồng tiếng, phim ngắn |
| 2011 | Small Fry                           | Mrs. Potato Head  | Lồng tiếng, phim ngắn |
| 2012 | Partysaurus Rex                     | Mrs. Potato Head  | Lồng tiếng, phim ngắn |
| 2013 | CBGB                                | Bertha Kristal    |                       |
| 2015 | Promoted                            | Sylvia Silver     |                       |
| 2019 | Toy Story 4                         | Mrs. Potato Head  | Lồng tiếng            |